# Колледж-побратим
В некоторых странах в отдельных университетах существует традиция объединять свои общежития или помещения друг с другом. Парные колледжи называются колледжами-побратимами и имеют церемониальные и символические отношения друг с другом. Некоторые известные пары включают Гарвардский университет и Йельский университет, Оксфордский университет, Дублинский университет и Кембриджский университет, а также Йоркский университет и Даремский университет. Студенты одного колледжа часто могут селиться в родственном колледже-побратиме, если они посещают другой университет; это особенно актуально для студентов Гарварда и Йельского университета во время ежегодной Игры (соревнований по американскому футболу).

## Ирландия
Средние учебные заведения в Ирландии, находящиеся в ведении одного и того же религиозного ордена, часто называют «колледжами-побратимами». Они также пользуются особыми отношениями друг с другом. Например, управляемые иезуитами Колледж Бельведер и Клонгоуз Вуд Колледж являются колледжами-побратимами, как и колледжи Конгрегации Святого Духа — Блэкрок Колледж и Колледж Святого Михаила в Дублине.